# Кристиан IV (герцог Пфальц-Цвейбрюккена)
Кристиан IV Пфальц-Цвейбрюккенский (нем. Christian IV. von Pfalz-Zweibrücken; 16 сентября 1722, Бишвиллер — 5 января 1775, замок Петтерсхайм) — князь Пфальц-Цвейбрюккена в 1735—1775 годах.

## Биография
Кристиан IV родился в семье Кристиана III, князя Пфальц-Цвейбрюккена, и его супруги Каролины, графини Нассау-Саарбрюккенской, и принадлежал к биркенфельд-бишвейлерской линии рода Виттельсбахов. Унаследовав трон после смерти отца в 1735 году, 13-летний Кристиан передал управление страной вплоть до своего совершеннолетия (22 ноября 1740 года) матери. В 1737—1739 годах Кристиан, вместе со своим младшим братом Фридрихом Михаэлем учился в Лейденском университете. Затем до июля 1740 года братья состояли при французском королевском дворе. Вернувшись 20 июля на родину и приняв управление Пфальц-Цвейбрюккеном, Кристиан IV прежде всего устроил брак сестры Генриетты Каролины с ландграфом Гессен-Дармштадта Людвигом IX.
По настоянию своего покровителя французского короля Людовика XV в 1758 году Кристиан IV перешёл в католичество. Во внешней политике князь также ориентировался на Францию. Так, во время Американской революции и войны за независимость США Кристиан IV сформировал и отправил в помощь американцам полк под командованием своего сына Кристиана. Этот полк сыграл важную роль при разгроме английских войск под Йорктауном. В хозяйственном отношении правление Кристиана IV не было удачным, бюджет страны был обременён огромными долгами. В то же время на средства, вырученные от проводимых лотерей, герцог выстроил так называемое «герцогское предместье» в Цвейбрюккене. В 1755 году герцог открыл конный завод в Цвейбрюккене.
Кристиан IV занимался меценатством, покровительствовал наукам и искусству. Он создал картинную галерею, в которой хранилось ценное собрание полотен преимущественно французских мастеров. Для архитектурных проектов князь также приглашал французских архитекторов. Одним из открытий Кристиана IV стал художник Иоганн Христиан фон Манлих и художник и драматург Фридрих Мюллер. Герцог серьёзно увлекался алхимией. Много средств он вложил в создание в Цвейбрюккене фарфоровой мануфактуры.
Кристиан IV скончался вследствие несчастного случая на охоте.

## Семья
В 1751 году Кристиан IV заключил морганатический брак с 17-летней французской танцовщицей Марианной Камасс (1734—1807), с которой познакомился годом ранее в Мангеймском театре. Позднее Марианна получила титул графини фон Форбах. Законность этого брака многими подвергалась сомнению, поэтому 3 сентября 1757 года княжеская пара вновь «поженилась». У Кристиана и Марианны родились шестеро детей:
- Кристиан (1752—1817); женат на Аделаиде-Франсуазе де Бетюн-Полонь (1761—1823; Бетюнский дом)
- Филипп (1754—1807), позднее перекрещён в Вильгельма; женат на Аделаиде де Поластрон (1760—1795)
- Мария Анна Каролина (1755—1806), баронесса Цвейбрюккенская
- Карл Людвиг (1759—1763)
- Елизавета Августа Фридерика (1766—1836), баронесса Цвейбрюккенская
- Юлий Август Максимилиан (1771—1773)